# My Girl (Madness)
My Girl è un singolo del gruppo musicale britannico Madness, pubblicato nel 1979 ed estratto dall'album One Step Beyond....

## Tracce
- 7"

1. My Girl – 2:41 (Mike Barson)
2. Stepping into Line – 2:16 (John Hasler, Suggs, Chris Foreman)

- 12"

1. My Girl – 2:41 (Barson)
2. Stepping into Line – 2:16 (Hasler, McPherson, Foreman)
3. In the Rain – 2:44 (McPherson, Lee Jay Thompson)